# Memorias de un asesino
Memorias de un asesino (en coreano: 살인의 추억; RR: Salinui chueok) es una película coreana de 2003 dirigida por Bong Joon-ho. El guion está basado en la obra teatral de Kim Kwang-rim y fue adaptado por Bong Joon-ho y Shim Sung-bo; se inspira en la historia real del primer asesino en serie conocido en Corea, cuyos crímenes tuvieron lugar entre 1986 y 1991 en la provincia de Gyeonggi. El largometraje está protagonizado por Song Kang-ho y Kim Sang-kyung, que interpretan a los dos detectives encargados de resolver el caso.La película fue grabada en 140 días.
Se estrenó el 2 de mayo de 2003 en Corea del Sur. Posteriormente, la película se presentó en diversos festivales internacionales, entre ellos el Festival de San Sebastián, donde fue galardonada con el premio FIPRESCI, el premio Nuevos Directores y la Concha de Plata al mejor director.

## Argumento
En el año 1986, en una pequeña localidad de Corea del Sur, una joven aparece brutalmente violada y asesinada y con sus extremidades amarradas con su propia ropa interior; poco después, se encuentra otro cadáver en similares circunstancias. Dos detectives locales, Park Doo-man y Cho Yong-koo, investigan los hechos con una notable falta de resultados. A ellos se sumará Seo Tae-yoon, un detective enviado desde Seúl que sigue unos métodos muy distintos, lo que provocará continuos conflictos con sus compañeros.

## Elenco
- Song Kang-ho como el detective Kim Roe-ha.
- Kim Sang-kyung como el detective Seo Tae-yoon.
- Kim Roi-ha como el detective Jo Yong-koo.
- Song Jae-ho como el sargento Shin Dong-chul.
- Byun Hee-bong como el sargento Goo Hee-bong.
- Go Seo-hee como Jeon Mi-seon.
- Ryu Tae-ho como Jo Byung-soon.
- Park Noh-shik como Baek Kwang-ho.
- Park Hae-il como Park Hyeon-gyu.
- Jeon Mi-seon como Kwak Seol-young.
- Choi Jong-ryul como el padre de Baek Kwang-ho.
- Yoo Seung-mok como un periodista.
- Yeom Hye-ran como la madre de So-hyeon.
- Kwon Hyeok-pung como el investigador de la escena del crimen de So-hyeon.
- Jo Duk-je como el investigador de la escena del crimen de So-hyeon.
- Kwon Byung-gil como el doctor Noh.
- Shin Hyun-jong como el forense.
- Kim Joo-ryung como una enfermera.
- Park Jin-woo como un empleado de la estación de radiodifusión AD.
- Baek Bong-ki como un hombre vestido como policía.
- Park Tae-kyung como un detective.
- Son Kang-gook como el detective Park.
- Son Jin-ho como un detective.
- Lee Dong-yong como un sospechoso.
- Jo Moon-eui como un farmacéutico.
- Seo Young-hwa como la mujer en la colina.
- Lee Jae-eung como un hombre en la primera escena.
- Jung In-sun como una mujer en la última escena.
- Son Jin-hwan
- Kwon Mi-hyung
- Lee Ho-yun
- Shin Hyun-seung
- Yoon Ga-hyun como el psíquico.
- Kwak Soo-jung como la esposa de Jo Byung-soon.
- Han Dae-gwan como un miembro del equipo forense que se está cayendo.
- Kim Kyung-rae como un sospechoso.

## Premios y nominaciones
| Año  | Premio                                          | Categoría                                                      | Resultado           |
| ---- | ----------------------------------------------- | -------------------------------------------------------------- | ------------------- |
| 2003 | 3rd Korean Film Award                           | Mejor actor (Park Hae-il)                                      | Nominado            |
| 2003 | Premios Grand Bell                              | Mejor película                                                 | Ganadora            |
| 2003 | Premios Grand Bell                              | Mejor director (Bong Joon-ho)                                  | Ganadora            |
| 2003 | Premios Grand Bell                              | Mejor actor (Kang-ho Song)                                     | Ganador             |
| 2003 | Festival Internacional de Cine de San Sebastián | Concha de Oro                                                  | Nominada            |
| 2003 | Festival Internacional de Cine de San Sebastián | Concha de Plata al mejor director                              | Ganadora            |
| 2003 | Festival Internacional de Cine de San Sebastián | Premio nuevos directores (Bong Joon-ho)                        | Ganadora            |
| 2003 | Festival Internacional de Cine de San Sebastián | Premio FIPRESCI de la crítica internacional                    | Ganadora            |
| 2003 | Festival Internacional de Cine de Tokio         | Premio del cine asiático                                       | Ganadora            |
| 2003 | Festival Internacional de Cine Joven de Turín   | Premio Holden al mejor guion                                   | Ganadora            |
| 2003 | Festival Internacional de Cine Joven de Turín   | Premio de la audiencia a la mejor película internacional       | Ganadora            |
| 2003 | Festival Internacional de Cine Joven de Turín   | Premio de la ciudad de Turín a la mejor película internacional | Ganadora (2º lugar) |
| 2004 | Festival du Film Policier de Cognac             | Grand Prix                                                     | Ganadora            |
| 2004 | Festival du Film Policier de Cognac             | Premio de la audiencia                                         | Ganadora            |
| 2004 | Festival du Film Policier de Cognac             | Premio especial de la policía                                  | Ganadora            |
| 2004 | Festival du Film Policier de Cognac             | Prix Médiathèques                                              | Ganadora            |
| 2006 | Premios Chlotrudis                              | Mejor diseño visual                                            | Nominada            |